# Canadian Rugby Championship 2015
Canadian Rugby Championship 2015 – siódma edycja najwyższej klasy rozgrywkowej w męskim rugby union w Kanadzie. Zawody odbywały się w dniach 28 czerwca–1 lipca 2015 roku.

## Informacje ogólne
W styczniu 2015 roku został ogłoszony harmonogram rozrywek. Z uwagi na Puchar Świata 2015 zostały one zaplanowane w skróconej formie i rozegrane dwurundowym systemem pucharowym w Calgary Rugby Park w Calgary na przełomie czerwca i lipca tego roku. Pary półfinałowe zostały ustalone na podstawie wyników poprzednich mistrzostw. Składy zespołów. Zawody były transmitowane w Internecie.
Swój pierwszy tytuł zdobyła drużyna Prairie Wolf Pack, w finale pokonując czterokrotnych triumfatorów z Ontario.

## Faza pucharowa
|  |                   |                   |               |                   |    |                   |                   |       |
|  | Półfinały         | Półfinały         | Półfinały     |                   |    | Finał             | Finał             | Finał |
|  | Półfinały         | Półfinały         | Półfinały     |                   |    | Finał             | Finał             | Finał |
|  | 28 czerwca 2015   |                   |               |                   |    |                   |                   |       |
|  |                   |                   |               |                   |    |                   |                   |       |
|  | Prairie Wolf Pack | Prairie Wolf Pack | 57            |                   |    |                   |                   |       |
|  | Prairie Wolf Pack | Prairie Wolf Pack | 57            | 1 lipca 2015      |    |                   |                   |       |
|  | BC Bears          | BC Bears          | 7             |                   |    |                   |                   |       |
|  | BC Bears          | BC Bears          | 7             |                   |    | Prairie Wolf Pack | Prairie Wolf Pack | 33    |
|  | 28 czerwca 2015   |                   |               |                   |    | Prairie Wolf Pack | Prairie Wolf Pack | 33    |
|  |                   |                   | Ontario Blues | Ontario Blues     | 25 |                   |                   |       |
|  | Ontario Blues     | Ontario Blues     | Ontario Blues | Ontario Blues     | 25 | 44                |                   |       |
|  | Ontario Blues     | Ontario Blues     |               |                   |    |                   |                   |       |
|  | Atlantic Rock     | Atlantic Rock     | 22            |                   |    |                   |                   |       |
|  | Atlantic Rock     | Atlantic Rock     | 22            | Mecz o 3. miejsce |    |                   |                   |       |
|  |                   |                   |               |                   |    |                   |                   |       |
|  | 1 lipca 2015      |                   |               |                   |    |                   |                   |       |
|  |                   |                   |               |                   |    |                   |                   |       |
|  | BC Bears          | BC Bears          | 31            |                   |    |                   |                   |       |
|  | BC Bears          | BC Bears          | 31            |                   |    |                   |                   |       |
|  | Atlantic Rock     | Atlantic Rock     | 30            |                   |    |                   |                   |       |
|  | Atlantic Rock     | Atlantic Rock     | 30            |                   |    |                   |                   |       |

Półfinały
| 28 czerwca 201515:00 | Prairie Wolf Pack | 57:7 | BC Bears | Calgary Rugby Park, Calgary |
| 28 czerwca 201515:00 |                   | 57:7 |          | Calgary Rugby Park, Calgary |

| 28 czerwca 201513:00 | Ontario Blues | 44:22 | Atlantic Rock | Calgary Rugby Park, Calgary |
| 28 czerwca 201513:00 |               | 44:22 |               | Calgary Rugby Park, Calgary |

Mecz o 3. miejsce
| 1 lipca 201511:00 | BC Bears | 31:30 | Atlantic Rock | Calgary Rugby Park, Calgary |
| 1 lipca 201511:00 |          | 31:30 |               | Calgary Rugby Park, Calgary |

Finał
| 1 lipca 201513:00 | Prairie Wolf Pack | 33:25 | Ontario Blues | Calgary Rugby Park, Calgary |
| 1 lipca 201513:00 |                   | 33:25 |               | Calgary Rugby Park, Calgary |

## Statystyki
| Punkty | Nazwisko           | Drużyna           | Przyłożenia | Podwyższenia | Karne | Dropgole |
| ------ | ------------------ | ----------------- | ----------- | ------------ | ----- | -------- |
| 45     | Gordon McRorie     | Prairie Wolf Pack | 2           | 10           | 5     | 0        |
| 27     | Patrick McNicholas | Atlantic Rock     | 1           | 5            | 4     | 0        |
| 25     | Mozac Samson       | Prairie Wolf Pack | 5           | 0            | 0     | 0        |
| 24     | Derek Daypuck      | Ontario Blues     | 0           | 6            | 4     | 0        |

| Poz. | Nazwisko       | Drużyna           | Przyłożenia |
| ---- | -------------- | ----------------- | ----------- |
| 1.   | Mozac Samsone  | Prairie Wolf Pack | 5           |
| 2.   | Gordon McRorie | Prairie Wolf Pack | 2           |
| =    | Alistair Clark | Ontario Blues     | 2           |
| =    | Mike Hamson    | Atlantic Rock     | 2           |